# Bleickard von Helmstatt
Bleickard Graf von Helmstatt (* 4. September 1871 in Freiburg im Breisgau; † 30. Dezember 1952 in Hochhausen) war einer der letzten männlichen Nachfahren der Familie von Helmstatt und der letzte adlige Besitzer der Tiefburg in Handschuhsheim. Er veräußerte ab 1935 den Familienbesitz in Handschuhsheim und zog sich auf Schloss Hochhausen zurück. Sein unweit der Tiefburg gelegenes Herrenhaus in Handschuhsheim trägt heute als Restaurant den Namen Helmstätter Herrenhaus. Er adoptierte kurz vor seinem Tod den Sohn einer Nichte, so dass der Name von Helmstatt bis heute fortbesteht.

## Leben
Er war der älteste Sohn von Raban Karl Ludwig von Helmstatt (1844–1932) und der Gabriele von Falkenstein (1853–1927). Er verbrachte seine Kindheit in Hochhausen, wo er bis zum zehnten Lebensjahr Privatunterricht erhielt. Anschließend besuchte er das Studienseminar Julianum in Würzburg und studierte Rechtswissenschaft. Nach seinem Studium war er Amtmann in Karlsruhe und Schopfheim. 1904 heiratete er in Baden-Baden Clara Freiin von und zu Bodmann, mit der er zunächst in Karlsruhe, später in Schopfheim lebte. Nach dem Ersten Weltkrieg, an dem er als Offizier teilnahm, schied er aus dem Staatsdienst aus und zog mit seiner Frau in sein östlich der Tiefburg gelegenes Helmstätter Herrenhaus nach Handschuhsheim. Dort nahm er rege am kulturellen Leben Teil und wurde Ehrenmitglied des Stadtteilvereins. Außerdem trat er als Verfasser von zahlreichen Artikeln zur Geschichte seiner Familie und zur Geschichte der im Familienbesitz befindlichen Handschuhsheimer Tiefburg in Erscheinung. 1930 zog er mit seiner Frau ins Schloss Hochhausen zum betagten Vater, wo er das Familienvermögen verwaltete. Als feinsinniger Kunst- und Musikliebhaber erwarb er zahlreiche Antiquitäten zur Ausstattung seines Hauses in Handschuhsheim und des Schlosses in Hochhausen. Nach dem Tod seines ohne männliche Nachkommen gebliebenen Onkels Viktor 1935 veräußerte er sukzessive den Handschuhsheimer Besitz. Als letzten Besitz in Handschuhsheim verkaufte er 1950 die zuletzt von seinem Vater renovierte Tiefburg an die Stadt Heidelberg. Das von Bleickard von Helmstatt in Handschuhsheim einst bewohnte Herrenhaus beherbergt heute das Restaurant Helmstätter Herrenhaus, die Tiefburg wurde von der Stadt in die Verwaltung des Handschuhsheimer Stadtteilvereins übergeben. Da Bleickard und sein jüngerer Bruder Franz (1874–1956) kinderlos geblieben waren, adoptierte er 1951 den Sohn einer Nichte, so dass der Name von Helmstatt bis heute fortbesteht.